# ۹ رجب
۹ رجب، نهمین روز از ماه رجب در تقویم هجری قمری است.
در تقویم هجری قمری قراردادی این روز صد و هشتاد و ششمین روز سال است.